# ジョヴァンニ・ヴィンチェンツォ・カッペレッティ
ジョヴァンニ・ヴィンチェンツォ・カッペレッティ（Giovanni Vincenzo Cappelletti、1843年 - 1887年）は、明治期に来日したイタリア人美術家。
1876年（明治9年）工部美術学校の図学教師として来日し、1879年工部省営繕課に奉職、同年イタリア・ルネッサンス様式の永田町の参謀本部を設計、また1881年にはロマネスク様式の東京九段の遊就館を設計、1885年離日し、サンフランシスコで建築設計事務所を開いた。